# Port lotniczy Nerlerit Inaat
Port lotniczy Nerlerit Inaat (ICAO: CNP, ICAO: BGCO) – port lotniczy w Nerlerit Inaat, na Grenlandii.

## Linie lotnicze i połączenia
| Linia Lotnicza | Kierunek                 |
| -------------- | ------------------------ |
| Air Greenland  | 1. Ittoqqortoormiit      |
| Norlandair     | 1. Akureyri 2. Reykjavík |